# تيسون ناش
تيسون نـاش هو لاعب هوكي الجليد كندي، ولد في 11 مارس 1975 في إدمونتون في كندا.

## وصلات خارجية
- الموقع الرسمي
- تيسون نـاش على موقع دوري الهوكي الوطني (الإنجليزية)
- تيسون نـاش على موقع الدوري الأمريكي لهوكي الجليد (الإنجليزية)
- تيسون نـاش على موقع EliteProspects.com (الإنجليزية)
- تيسون نـاش على موقع HockeyDB.com (الإنجليزية)
- تيسون نـاش على موقع Hockey-Reference.com (الإنجليزية)